# John M. Lounge
John Michael "Mike" Lounge, född 28 juni 1946 i Denver, Colorado, död 1 mars 2011 i Houston, Texas, var en amerikansk astronaut uttagen i astronautgrupp 9 den 19 maj 1980.

## Rymdfärder
- STS-51-I
- STS-26
- STS-35